# Jakotina
Jakotina (cyr. Јакотина) – wieś w Bośni i Hercegowinie, w Republice Serbskiej, w gminie Kotor Varoš. W 2013 roku liczyła 19 mieszkańców.